# A Lake of Ghosts (… The Long Shadow of My Dying Bride)
A Lake of Ghosts (… The Long Shadow of My Dying Bride) ist ein am 1. Februar 2017 von Doom-Metal.com veröffentlichtes My Dying Bride gewidmetes Tribute-Doppelalbum.

## Geschichte
Die Grundidee zu A Lake of Ghosts (… The Long Shadow of My Dying Bride) geht auf eine Diskussion im Forum des Webzines Doom-Metal.com zurück. Die Betreiber der Seite lehnten Tribut-Alben in Form von originalgetreuen Adaptionen der Originalaufnahmen ab und debattierten die Idee aus der Musik neue Ideen zu generieren und freie Interpretationen für eine Hommage zusammenzustellen. Im Jahr 2016 beschlossen die Betreiber der Website resultierend, das My Dying Bride gewidmete Tribut zu koordinieren und zu veröffentlichen. Die Maßgabe war, dass die versammelten Interpreten My Dying Bride zwar als Inspiration benennen, aber dem Klang und Stil der Band nicht entsprechen. Als Aufgabe wurde den Interpreten vorgegeben, dass diese „ihre eigenen Versionen eines Songs verwirklichen, um sowohl den Einfluss zu demonstrieren als auch ihren eigenen individuellen Stil darzustellen, um zu zeigen, wie weit der lange Schatten“ von My Dying Bride geworfen wurde. Den beteiligten Interpreten wurde dabei die Wahl der gespielten Stücke freigestellt. Die Aufnahmen der Stücke fanden umfassend im Jahr 2016 statt. Greg Chandler übernahm anschließend das Mastering in seinem Priory Recording Studios.

## Albuminformationen
Das Album wurde am 1. Februar 2017 in einer Auflage von 500 Exemplaren mit zwei CDs sowie als Musikdownload über Bandcamp veröffentlicht.

### Umfang und Gestaltung
Mit insgesamt 17 Titeln weist das Album eine Gesamtspielzeit von 134:26 Minuten auf. Das Begleitheft umfasst zwölf Seiten. Der Sänger und Mitbegründer von My Dying Bride Aaron Stainthorpe schrieb eine Einleitung und jeder der vertretenen Interpreten eine Erläuterung oder Würdigung zum jeweiligen Stück, beziehungsweise zu My Dying Bride.
Die Gestaltung übernahmen Bertrand Marchal und Stephanie Deriveaux. Das Coverbild, ein in dunklen Sepiatönen gehaltenes Foto zeigt eine aus einer Wasseroberfläche ragende Hand. Das Bild stammt von dem Fotografen Zachary Thomas.
| Titelliste | Titelliste |
| --- | --- |
| Alle Stücke wurden von My Dying Bride geschrieben. Das Original von Feel the Misery wurde von Northern Music Co. herausgegeben, alle weiteren Stücke von Imagem Music. | |
| CD1 | CD2 |
| 1. Omit: Feel the Misery (6:48) (Original: 2015 auf Feel the Misery) 2. Dying Sun: Only Tears to Replace Her With (4:51) (Original: 2013 auf The Manuscript) 3. Memoirs: Like a Perpetual Funeral (8:04) (Original: 2012 auf A Map of All Our Failures) 4. Haiku Funeral: The Wreckage of My Flesh (8:33) (Original: 2004 auf Songs of Darkness, Words of Light) 5. The Howling Void: A Doomed Lover (7:07) (Original: 2004 auf Songs of Darkness, Words of Light) 6. Of Spire & Throne: In Silence (6:18) (Original: My Wine in Silence 2004 auf Songs of Darkness, Words of Light) 7. Sol: Le Figlie Della Tempesta (7:19) (Original: 2001 auf The Dreadful Hours) 8. Hela: For My Fallen Angel (6:00) (Original: 1996 auf Like Gods of the Sun) 9. Mushroom Fuzz: Two Winters Only (8:52) (Original: 1995 auf The Angel and the Dark River) | 1. Camel of Doom: The Cry of Mankind (10:09) (Original: 1995 auf The Angel and the Dark River) 2. Until Death Overtakes Me: Sear Me MCMXCIII (11:53) (Original: 1993 auf Turn Loose the Swans) 3. Forever Autumn: The Crown of Sympathy (11:13) (Original: 1993 auf Turn Loose the Swans) 4. Narrow House: The Bitterness and the Bereavement (6:56) (Original: 1992 auf As the Flower Withers) 5. Abysmal Growls of Despair: Sear Me (8:48) (Original: 1992 auf As the Flower Withers) 6. Estrangement: De Sade Soliloquy (6:37) (Original: 1991 auf God is Alone) 7. Mekigah: God is Alone (5:50) (Original: 1991 auf God is Alone) 8. Vita Dolorosa: She is the Dark (9:08) (Original: 1999 auf The Light at the End of the World) |

### Zusammenstellung
Die Zusammenstellung der Interpreten schließt Vertreter des Post-Industrial, Funeral Doom, Death Doom, Gothic Metal, Atmospheric Doom, Dark Ambient und Neofolk ein. Die erste CD enthält bis auf For My Fallen Angel von Like Gods of the Sun und Two Winters Only von The Angel and the Dark River, Interpretationen von Stücken deren Erstveröffentlichungen durch My Dying Bride nach 2000 vollzogen wurde. Die zweite CD konzentriert sich hingegen ausschließlich auf Veröffentlichungen der 1990er Jahre.

Mit den Projekten und Bands Memoirs mit Dominik Sonders sowie Camel of Doom mit Kris Clayton und dem Kolaborationsprojekt Vita Dolorosa waren drei Interpreten beteiligt, deren Musiker sich auch aktiv für das Webzine Doom-Metal.com einbringen. Das Projekt Vita Dolorosa ist dabei eine Kooperation von Stijn van Cauter von Until Death Overtakes Me, Dominik Sonders von Memoirs und JS von Estrangement. Das Stück ging von Sonders aus, der nach der Aufnahme von Like a Perpetual Funeral She is the Dark als Solo einspielte. Anfänglich war diese Version von She is the Dark als möglicher Notbehelf und Ersatz gedacht. Aus Diskussionen um das Tribut und die Möglichkeit diesen mit einer Kooperation unterschiedlicher Interpreten abzuschließen ging sodann Vita Dolorosa als Projekt hervor. Alle Beteiligten spielten ihren Teil separat voneinander ein. Das Stück wurde abschließend als Bonus hinzugefügt.

## Wahrnehmung
Mike Liassides von Doom-Metal.com kommentierte die Veröffentlichung damit, dass „dies genau das Album“ sei, das er „hören wollte“ und er allen Teilnehmenden „unendlich dankbar“ sei. Zur Einschätzung der Zusammenstellung schrieben Nick Harkins und Matt Halsey jeweilige Rezensionen. Beide Rezensenten vergaben neun von zehn optionalen Punkten und lobten das Album als gelungene Zusammenstellung, die den vielfältigen Einfluss von My Dying Bride verdeutliche. Harkins hebt die Interpretationen von Memoirs, Until Death Overtakes Me, Haiku Funeral und Vita Dolorosa als „Album-Highlight“ hervor. Halsey neben ebenfalls Memoirs und Vita Dolorosa hingegen Abysmal Growls of Despair, Camel of Doom, Space Mushroom Fuzz, Estrangement, Of Spire & Throne und Omit. Farrrkas von Femforgacs lobte die Zusammenstellung als gelungen, trennte dabei die Benotung in neun von zehn Punkten für die erste CD und sieben von zehn für die zweite. Insbesondere das Begleitheft sei eine Bereicherung, da die „Erfahrungsberichte der Bands zu lesen“ Vergnügen bereite und die Zuneigung zu My Dying Bride verdeutliche. Es sei eine „Freude, echte Fans ehrlich und oft einfallsreich mit Herz und Seele spielen zu hören.“ Als Tribut an My Dying Bride erweise sich das Album als ein seltenes und gerechtfertigtes Phänomen, schrieb Aleksey Evdokimov in einer Rezension des russischen Webzines InRock.